# Parlamentswahl in Costa Rica 2014
- FA: 9
- PAC: 13
- PLN: 18
- PUSC: 8
- PASE: 1
- ML: 4
- PRC: 2
- PREN: 1
- ADC: 1

Die Parlamentswahl in Costa Rica 2014 fand am 2. Februar 2014 statt. Zum selben Zeitpunkt wurde die erste Runde der Präsidentschaftswahl abgehalten.

## Ablauf
Gewählt wurden 57 Abgeordnete für die Legislativversammlung von Costa Rica. Die Wahl erfolgte nach dem Verhältniswahlrecht. Die Legislaturperiode betrug vier Jahre.

## Ergebnis
Gewinner der Wahl war die Partido Liberación Nacional mit 25,7 %, jedoch musste sie ebenso die größten Stimmenverluste hinnehmen. Auf dem zweiten Platz landete die Partido Acción Ciudadana mit 23,5 %. Drittplatzierte wurde mit dem größten Stimmenzuwachs die Frente Amplio mit 13,1 %.
| Partei                     | Partei                                     | Stimmen   | Stimmen | Stimmen | Sitze  | Sitze |
| Partei                     | Partei                                     | Anzahl    | %       | +/−     | Anzahl | +/−   |
| -------------------------- | ------------------------------------------ | --------- | ------- | ------- | ------ | ----- |
|                            | Partido Liberación Nacional (PLN)          | 526.531   | 25,7    | −11,6   | 18     | −6    |
|                            | Partido Acción Ciudadana (PAC)             | 480.969   | 23,5    | +5,9    | 13     | +2    |
|                            | Frente Amplio (FA)                         | 269.178   | 13,1    | +9,5    | 9      | +8    |
|                            | Partido Unidad Socialcristiana (PUSC)      | 205.247   | 10,0    | +1,8    | 8      | +2    |
|                            | Movimiento Libertario (ML)                 | 162.559   | 7,9     | −6,6    | 4      | −5    |
|                            | Partido Restauración Nacional (PREN)       | 84.265    | 4,1     | +2,5    | 1      | ±0    |
|                            | Partido Renovación Costarricense (PRC)     | 83.083    | 4,1     | +0,2    | 2      | +1    |
|                            | Partido Accesibilidad Sin Exclusión (PASE) | 81.291    | 4,0     | −5,0    | 1      | −3    |
|                            | Partido Patria Nueva (PPN)                 | 42.234    | 2,1     | Neu     | –      | Neu   |
|                            | Partido Nueva Generación (PNG)             | 25.060    | 1,2     | Neu     | –      | Neu   |
|                            | Alianza Demócrata Cristiana (ADC)          | 23.886    | 1,2     | Neu     | 1      | Neu   |
|                            | Partido Avance Nacional (PAN)              | 19.895    | 1,0     | Neu     | –      | Neu   |
|                            | Partido de los Trabajadores (PT)           | 12.998    | 0,6     | Neu     | –      | Neu   |
|                            | Partido Integración Nacional (PIN)         | 11.307    | 0,6     | −0,2    | –      | ±0    |
|                            | Partido de los Transportistas (PdT)        | 5.639     | 0,3     | Neu     | –      | Neu   |
|                            | Alianza Patriótica (AP)                    | 4.853     | 0,4     | −1,1    | –      | ±0    |
|                            | Viva Puntarenas (VP)                       | 4.417     | 0,2     | Neu     | –      | Neu   |
|                            | Partido Verde Ecologista (PVE)             | 2.148     | 0,1     | Neu     | –      | Neu   |
|                            | Patria Igualdad y Democracia de Puntarenas | 1.376     | 0,1     | Neu     | –      | Neu   |
|                            | Patria Igualdad y Democracia (PID)         | 1.088     | 0,1     | Neu     | –      | Neu   |
|                            | Nuevo Partido Socialista (NPS)             | 277       | 0,0     | Neu     | –      | Neu   |
| Gesamt                     | Gesamt                                     | 2.048.301 | 100,0   |         | 57     |       |
| Gültige Stimmen            | Gültige Stimmen                            | 2.048.301 | 97,7    | +0,3    |        |       |
| Ungültige Stimmen          | Ungültige Stimmen                          | 47.854    | 2,3     | −0,3    |        |       |
| Wahlbeteiligung            | Wahlbeteiligung                            | 2.096.155 | 68,4    | −0,7    |        |       |
| Nichtwähler                | Nichtwähler                                | 969.512   | 31,6    | +0,7    |        |       |
| Wahlberechtigte            | Wahlberechtigte                            | 3.065.667 |         |         |        |       |
| Quelle: Election Resources |                                            |           |         |         |        |       |